# Skarbiszów
Skarbiszów [pronunciación en polaco: /skarˈbiʂuf/] (en alemán: Karbischau) es un pueblo ubicado en el distrito administrativo de Gmina Dąbrowa, dentro del Condado de Opole, Voivodato de Opole, en el sur de Polonia occidental. Se encuentra aproximadamente a 6 kilómetros al norte de Dąbrowa y a 14 kilómetros al noroeste de la capital regional Opole.
Antes de 1945, el área fue parte de Alemania.
El pueblo tiene una población de 859 habitantes.